# هلن آدلین گوربر
هلن آدلین گوربر (انگلیسی: H. A. Guerber; ۱ ژانویهٔ ۱۸۵۹ – ۱ ژانویهٔ ۱۹۲۹) مورخ، و نویسنده آمریکایی کتاب‌هایی بود که بیشتر آنها بازگویی‌های پر جنب و جوش اسطوره‌ها، افسانه‌ها، فولکلور، نمایشنامه، شعر حماسی، اپرا و تاریخ بودند. او معلم هم بود.